# لوتشيا هورن
لوتشيا هورن هي جزيرة غير مأهولة في بحر الشمال. وهي تنتمي إلى ألمانيا وتقع على بعد حوالي 3 إلى 4 كم جنوب شرق بوركوم في شرق فريزيا.